# Route départementale 101 (Haïti)
Pour les articles homonymes, voir Route départementale 101.
La route départementale 101, ou RD 101, est une route départementale d'Haïti, reliant Pont-Sondé à Mirebalais.

## Présentation
La route Départementale 101 (RD101) va de Carrefour Pont-Sondé au Carrefour Mirebalais. 
Cette route  départementale  a une longueur totale de 73,42 Km.

## Tracé
- Pont-Sondé
- Petite-Rivière-de-l'Artibonite
- Deschapelles
- Verrettes
- La Chapelle
- Mirebalais